# Afzet Container Transport Systeem

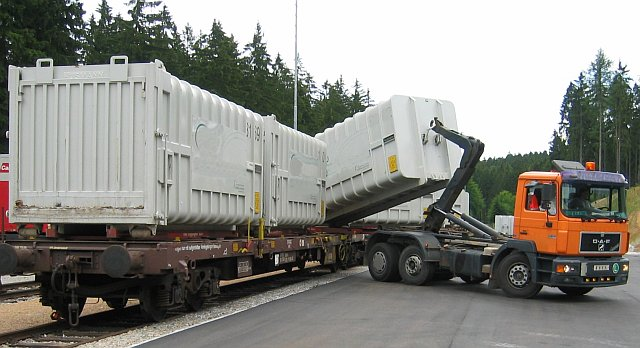
Het overladen van een container tussen trein en vrachtauto

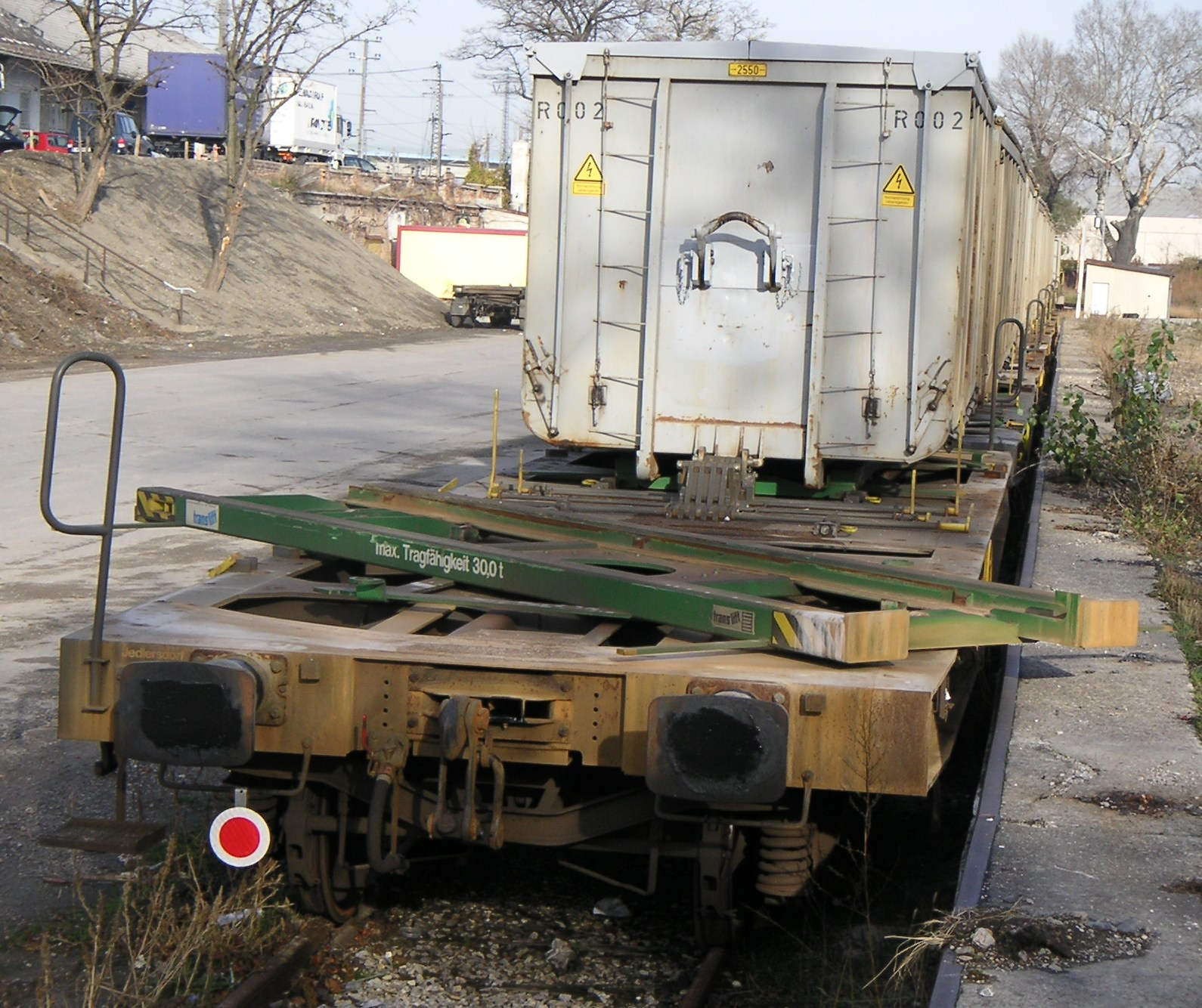
Spoorwagen met draaiframe

Het Afzet Container Transport Systeem (ACTS) is een containersysteem waarbij voor het laden en lossen van goederenwagens geen bijzondere apparatuur noodzakelijk is. Zonder tussenkomst van hijswerktuigen kan een container direct van een vrachtauto op een spoorwagen geplaatst worden (en omgekeerd).
Het systeem is oorspronkelijk opgezet voor het transport van huishoudelijk afval en verving de oude historische VAM-wagens.
Er zijn twee containertypen geschikt voor ACTS:
- kettingsysteem
- haakarmsysteem

Het systeem is opgebouwd uit drie elementen:
1. spoorwagens type Slps die voorzien zijn van drie draaiframes
2. vrachtauto’s die voorzien zijn van het haak- of kettingsysteem
3. afzetcontainers

## De procedure
De afzetcontainer wordt met behulp van de haakarm of ketting op een van de draaiframes van de spoorwagen geschoven. Dat draaiframe is dan 37° tot 45° uitgedraaid. De vrachtauto heeft, om de container erop te zetten en eraf halen, ongeveer een breedte van 10 meter nodig naast het spoor.
Na de belading van de spoorwagen wordt het draaiframe teruggedraaid en vergrendeld. Dit alles duurt ongeveer 2 minuten. Bij het lossen/afladen wordt de procedure in omgekeerde volgorde uitgevoerd.